# Charles Verstraete
Charles Verstraete (5 april 1829 - Gent, 16 januari 1901) was een Belgisch journalist en oprichter van het Nachtasiel in Gent.

## Levensloop
Na een militaire carrière werd Charles Verstraete in 1864 directeur van de Gentse Kulderschool. In 1873 werd hij directeur van het weeshuis aan de Martelaarslaan, ontworpen door Adolphe Pauli.
Daarnaast was hij ook actief in de journalistiek. Hij was hoofdredacteur van het Journal de Gand.
Samen met provincieraadslid Louis Tydtgadt richtte hij in Gent het zogenaamde 'Nachtasiel' op in de Tinkstraat. Deze instelling bood kortstondige opvang aan rondreizende arbeiders en tijdelijke daklozen. Het initiatief kende een groot succes, gezien het een liefdadigheidsproject was dat tevens de openbare veiligheid gevoelig verhoogde. Het Nachtasiel werd tot lang na Verstraetes dood in 1901 gesubsidieerd door de nationale en provinciale overheden.